# 9860 Archaeopteryx
9860 Archaeopteryx este o planetă minoră (asteroid), cu un diametru de 12,382 km, din centura de asteroizi. A fost descoperită pe 6 august 1991 la Observatorul European Austral de Eric Walter Elst și a fost numită după Archaeopteryx. 
Obiectul prezintă o orbită caracterizată de o semiaxă mare de 3,1664203 UAi, o excentricitate de 0,08, o înclinație de 9,96667 ° în raport cu ecliptica.